# ماكس لورينز (فنان)
ماكس لورينز (بالألمانية: Max Lorenz )‏ (و. 1901 – 1975 م) هو مغني أوبرا، ومغني ألماني، ولد في دوسلدورف، توفي في سالزبورغ، عن عمر يناهز 74 عاماً.

## جوائز
حصل على جوائز منها:
- Order of Vasa [الإنجليزية]‏
- نيشان استحقاق صليب الضباط لجمهورية ألمانيا الاتحادية.

## وصلات خارجية
- ماكس لورينز على موقع IMDb (الإنجليزية)
- ماكس لورينز على موقع مونزينجر (الألمانية)
- ماكس لورينز على موقع ميوزك برينز (الإنجليزية)
- ماكس لورينز على موقع أول موفي (الإنجليزية)
- ماكس لورينز على موقع أول ميوزيك (الإنجليزية)
- ماكس لورينز على موقع ديسكوغز (الإنجليزية)